# موزایه
موزایه (به عربی: موزایة) یک شهرداری در الجزایر است که در استان البلیده واقع شده‌است. موزایه ۴۴٬۸۹۳ نفر جمعیت دارد.